# Phare du cap San Román
Le phare du cap San Román est un phare actif situé au nord de la péninsule de Paraguaná, dans la municipalité de Falcón sur la péninsule de Paraguaná au nord de l'État de Falcón au Venezuela.
Le phare appartient à la marine vénézuélienne et il est géré par l'Oficina Coordinadora de Hidrografía y Navegación (Ochina).

## Histoire
Le cap San Román se trouve au nord de la péninsule de Paraguaná, face à l'île d'Aruba et de Curaçao. La péninsule fut autrefois une île rattachée maintenant au continent par un tombolo qui se trouve dans le Parc national Los Médanos de Coro.
Plusieurs phares, depuis 1928, ont été érigés sur cette zone. Le phare actuel , a été mi en service en 2004. Il se trouve à 112 km au nord de la ville de Coro.

## Description
Ce phare est une tour quadrangulaire en pierre, avec une galerie et lanterne de 24 m de haut. Le phare est couleur pierre grise. Il émet, à une hauteur focale de 26 m, un éclat blanc d'une seconde par période de 6 secondes. Sa portée est de 23 milles nautiques (environ 43 km) .

Identifiant : ARLHS : VEN-024 - Amirauté : J6314 - NGA : 16900 .

## Caractéristique dufeu maritime
Fréquence : 6 secondes (W)
- Lumière : 1 seconde
- Obscurité : 5 secondes

|          |
| Le phare |

### Lien connexe
- Liste des phares du Vénézuela